# Ryūtarō Iio
Ryūtarō Iio (jap. 飯尾 竜太朗, Iio Ryūtarō; * 30. Januar 1991 in Hyōgo) ist ein japanischer Fußballspieler. 

## Karriere
Ryūtarō Iio erlernte das Fußballspielen in der Jugendmannschaft des Erstligisten Vissel Kōbe sowie in der Universitätsmannschaft der Hannan-Universität. Seinen ersten Profivertrag unterschrieb er 2013 beim Matsumoto Yamaga FC. Der Verein aus Matsumoto, einer Stadt in der Präfektur Nagano im Zentrum der Hauptinsel Honshū, spielte in der zweiten Liga, der J2 League. 2014 wurde er mit dem Club Vizemeister und stieg in die erste Liga auf. Nach einem Jahr in der ersten Liga stieg der Klub Ende 2015 wieder in die zweite Liga ab. 2017 wechselte er zum Ligakonkurrenten V-Varen Nagasaki nach Nagasaki. Auch hier wurde er Vizemeister und stieg wieder in die erste Liga auf. Auch mit Nagasaki musste er nach einem Jahr wieder den Weg in die Zweitklassigkeit antreten. Nach dem Abstieg verließ er den Verein und schloss sich dem Erstligisten Vegalta Sendai aus Sendai an. Für Vegalta stand er 18-mal in der ersten Liga auf dem Spielfeld. Der Zweitligaaufsteiger Blaublitz Akita nahm ihn im Januar 2021 unter Vertrag. Nach drei Spielzeiten, in denen er 84 Ligaspiele bestritt, wechselte er im Januar 2024 zum Ligakonkurrenten V-Varen Nagasaki. 

## Erfolge
Matsumoto Yamaga FC
- Japanischer Zweitligavizemeister: 2014  ▲

V-Varen Nagasaki
- Japanischer Zweitligavizemeister: 2017  ▲